# Villasmundo
Villasmundo è una frazione di 4500 abitanti appartenente al comune di Melilli, comune italiano del libero consorzio comunale di Siracusa in Sicilia.

## Storia
L'origine del paese è legata al feudo di San Giuliano, appartenuto prima al conte Guglielmo Raimondo Moncada e poi passare ad Antonio di Sacca. Quest'ultimo, essendo stato accusato per furto, convinse Re Martino I di Sicilia ad affidarlo nel 1397 al cavaliere siracusano Martino Scalambro; poco dopo la morte del cavaliere, fu il figlio Pietro ed ereditare il territorio. Da allora il feudo, si è tramandato per discendenza: dagli Scalambro, attraverso gli Arezzo e gli Asmundo, ai Paternò - Castello.
Nel 1701 Don Consalvo Asmundo ottenne la regia Licentia populandi per costruire un centro abitato nel feudo, cominciando dapprima ad edificare la chiesa ed in seguito le prime case; nel 1715, si ebbe il riconoscimento giuridico dal Re Vittorio Amedeo II di Savoia. Dapprima il nome attribuitogli fu di “Villa Asmundo” (dalla lingua latina villa, fattoria o borgata degli Asmundo), poi denominato "Vill'Asmundo" ed in tempi ancora posteriori la denominazione fu contratta nel nome attuale.
Per incoraggiare l'insediamento degli abitanti fu garantito un salvacondotto ai fuorilegge che infestavano il territorio, dietro la garanzia di un'abitazione e di un appezzamento di terreno da coltivare autonomamente, versando un irrisorio canone su base annuale (censo). Questo patto si ufficializzava ponendo la mano su di un cippo che ancora oggi è posto all'interno della villa del Marchese di San Giuliano, adiacente al centro abitato; si tramanda che in mezzo ai primi cittadini fossero presenti degli ex galeotti i quali, scontata la pena, vennero ad abitare qui al fine di dare inizio ad una loro "nuova vita".

Nel 1778 vi trascorse una notte Vivant Denon dopo essere stato ad Augusta: 
(Dominique Vivant Denon Viaggio in Sicilia)
L'origine di Villasmundo è strettamente legata alle vicende del feudo dei marchesi di San Giuliano, di cui ci accingiamo ad indicare dati corroboranti il nostro breve excursus storico.
Feudo, questo, ricco di grano, dominava la strada tra il massiccio Ibleo ed il mare ma era privo di un centro popolato; la sua posizione strategica lo costringeva a mantenere, per difesa del regno, un castello ben munito di cui tutta la Sicilia era costellata. Questo genere di castelli, furono costruiti al tempo della conquista dei normanni, che non avanzavano mai senza prima assicurarsi di edificare un fortilizio alle spalle, quale generalmente era costituito da una poderosa staccionata racchiudente gli essenziali edifici da campo, i quali erano prefabbricati e retti in brevissimo tempo da truppe specializzate.
A vittoria raggiunta, queste strutture venivano sostituite da altre in muratura, che seguivano lo stesso disegno. Ancora oggi, infatti, il caseggiato di San Giuliano ricorda senz'altro quest’antica struttura: un ampio recinto murato, rafforzato da torri, capace di riparare un nucleo efficiente di uomini e cavalli.
La prima notizia che ci è rimasta di San Giuliano è la sua infeudazione fatta da Re Martino, nel 1397, al regio milite Martino Scalambro. Da quel giorno fino ad oggi, cioè durante 602 anni, la proprietà di quel castello, si è tramandata nella discendenza di sangue di quel primo feudatario: dagli Scalambro, attraverso gli Arezzo e gli Asmundo, ai Paternò - Castello (in vita e residenti sia nel centro storico, che nell’asse Ibleo “Due Fiumi”). Il castello fu danneggiato, come avvenne per gran parte della Sicilia Orientale, dal gran terremoto del 1693 ma non perdette i suoi connotati. Tutt’oggi, si possono scorgere tracce delle torri, una delle quali fu trasformata in un palazzo, pur conservando le antiche strutture militari del pianterreno; ad essa, venne aggiunta una chiesa con una sola navata ed un'abside, adornata di stucchi restaurati recentemente.
Nell'ampio territorio di questo feudo scorre un corso d'acqua chiamato San Giuliano o "Molinello", il quale è oltremodo interessante e pittoresco; intorno ad esso, si trocano i resti di antiche abitazioni e remote civiltà.
In un punto, laddove il fiume forma un'ansa, si rivela una possente muraglia rocciosa, alta 100 passi e lunga circa 300, disseminata di abitazioni trogloditiche, profondamente incassate, ivi una serie di misteriosi antri inaccessibili, fra i quali si trova una catacomba paleocristiana.
A testimonianza di questi reperti, vi sono delle riproduzioni come, "il monumento trionfale", realizzate da un pittore francese tra il 1777 e il 1779, tuttora conservati nel "catalogo degli acquarelli" in mostra nel Museo di LOUVRE a Parigi. Il fiume San Giuliano o "Molinello" che i greci chiamavano "DAMYRIAS", costituì il confine naturale fra lo stato Calcidese di Leontinoi e quello di Megara. Indagini archeologiche compite alcuni decenni fa, hanno stabilito che la località fu abitata fin dal terzo o quarto millennio A.C.
Il primo medico condotto di Villasmundo, fu il Dott. Francesco Mandolfo, originario di Belpasso, insediato intorno al 1950, specializzato in: odondoiatria, ostetricia, igiene, cardiologia, pneumologia ed altre formazioni d’alto spessore, oltre ad ottenere l’incarico di ufficiale sanitario del Comune di residenza (Melilli). Si ricorda tutt’oggi per l’emblematica professionalità, umanità, cultura e figura di missionario rivestita nella comunità e nei territori limitrofi, improntando la sua memoria oramai indimenticabile. 
Al momento della sua fondazione Villasmundo fu affidato amministrativamente a Carlentini. Nel 1854 passò a Melilli, successivamente ad Augusta per poi tornare a Melilli.

## Monumenti e luoghi d'interesse

### Architetture religiose

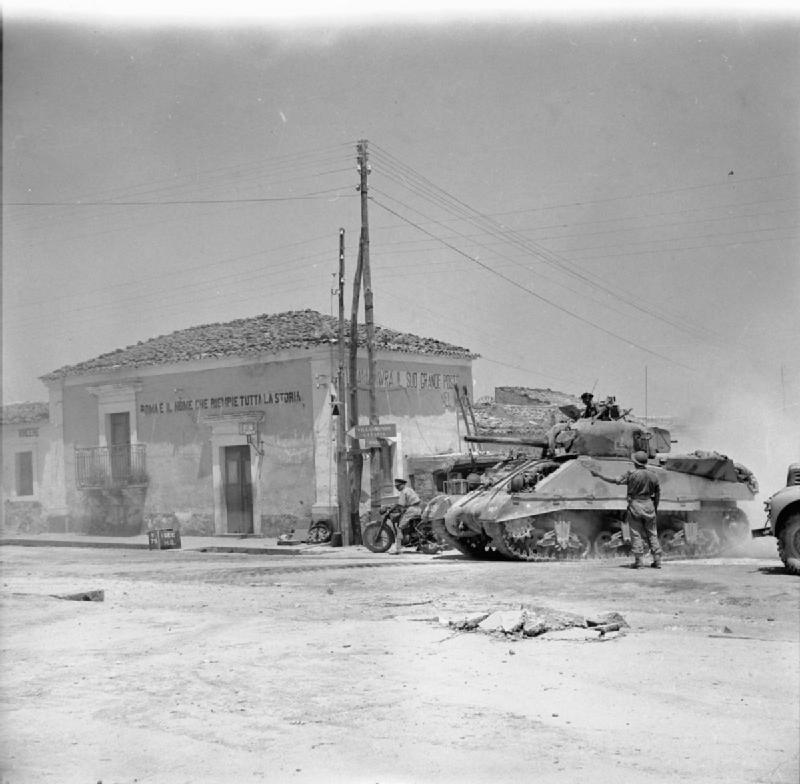
Immagine di Villasmundo del 1943

- Chiesa di san Michele Arcangelo, in stile rococò, sita in piazza Risorgimento. Costruita nel 1711, già nel 1725 è retta da un vicario curato o vicerettore collaborato da uno o più cappellani. Nel 1890 fu istituita la parrocchia.

### Aree naturali
Lungo l'lveo del torrente Cugno di Rio, che lambisce il territorio della frazione, è stata scoperta nel 1977 un ampio gruppo di cavità d'origine carsica; è del 1998 l'istituzione, da parte della Regione Siciliana, di un'apposita riserva naturale ai fini di tutela gestita dal CUTGANA dell'Università degli Studi di Catania. Nei pressi del paese si trova anche la località Timpa Ddieri conosciuta come Petraro, sito preistorico presentante dieri lungo una parete rocciosa a strapiombo. Nei pressi dei campi sportivi, si estende una meravigliosa sughereta di circa 75 ettari (considerando il disastroso incendio del 25 luglio 2023 che ne portò in rovina una modesta porzione); la stessa, nel periodo natalizio, diviene luogo naturalistico d’attrazione per il presepe vivente gestito dagli abitanti.

## Società

### Evoluzione demografica
Le condizioni economiche degli abitanti, dediti all'agricoltura ed alla pastorizia in regime feudale, inizialmente dovettero essere discrete: ciò si evince dai dati demografici, che, tra il 1711 ed il 1720, fanno registrare 545 abitanti; tali modeste condizioni sono confermate dallo storico Jean Lévesque de Burigny che parla di una condizione florida di Villasmundo.
Nel secolo successivo, probabilmente a causa dell'esosità dei tributi (su vino, carne e macino), si verificò un periodo di decadenza col numero degli abitanti che diminuì progressivamente attestandosi intorno alle 375 unità.
La costruzione del polo petrolchimico nel Golfo di Augusta a metà Novecento, ha favorito lo sviluppo demografico della frazione per la vicinanza alle aree industriali nella zona tra Augusta, Priolo e Siracusa.

## Cultura

### Scuole
Nella località si trovano una scuola d'infanzia, due scuole primarie e una scuola secondaria di primo grado che ricadono nel controllo amministrativo del I Istituto Comprensivo di Melilli.

## Geografia antropica

### Urbanistica
La costruzione dello stradario dell'abitato seguì un approccio quasi "futuristico" per l'epoca della fondazione, per la notevole ampiezza delle strade. Le case vennero edificate in isolati di nove edifici. Al di fuori del nucleo storico del paese, si è seguito un approccio moderno realizzando il quartiere "Villasmundo 2000" (in contrada Corvo) ove, oltre ad una maggiore presenza di aree verdi, sono stati realizzati condomini multi-piano con annesse autorimesse sotto al piano stradale. Notevole è poi stato lo sviluppo immobiliare esterno al paese sotto forma di villette indipendenti (es. contrada Mungina e Santelle).
Le vie maggiori sono via Vittorio Emanuele (prima "via del Corso"), via Regina Elena (prima "via della Croce" per l'antico crocifisso donato poi alla chiesa) e via Girolamo Savonarola; sono state recentemente completate delle modifiche allo stradario che hanno migliorato la fluidità e la sicurezza del traffico.

### Infrastrutture e trasporti
I trasporti interurbani di Villasmundo vengono svolti con servizi regolari di autobus gestiti dalla società AST.

### Sport
A qualche chilometro dall'abitato, in contrada Dominici,  si trova il kartodromo internazionale Pista del Sole.